# Hermees
A l'antiga Grècia, les Hermees (en grec antic: Ἕρμαια) eren els festivals que es feien en honor a Hermes.
Hermes era la deïtat tutelar de la gimnàstica i la palestra, i per això els joves grecs celebraven la seva festa al gimnàs. Per l'ocasió, es vestien adequadament amb les millors robes, oferien sacrificis al déu i disputaven diverses competicions i jocs que probablement tenien un caràcter més lliure i desenfrenat que habitualment. Inicialment, Soló va prohibir la presència d'adults en aquestes festes, però amb el temps aquesta prohibició va caure en desús i en temps de Plató els nois celebraven les Hermees en presència de persones de totes les edats.
A Creta també se celebrava la festa, que tenia moltes similituds amb les Saturnals romanes: de dia els esclaus gaudien de llibertat i festa, i no tenien una funció esportiva. A la ciutat de Fèneos a Arcàdia, en la qual Hermes era la deïtat principal, se celebraven jocs i concursos. Altres festes d'Hermes destacades eren les de Pel·lene i Tànagra.